# 6708 Bobbievaile
6708 Bobbievaile eller 1989 AA5 är en asteroid i huvudbältet som upptäcktes den 4 januari 1989 av den australiensiske astronomen Robert H. McNaught vid Siding Spring-observatoriet. Den är uppkallad efter den australiensiske astrofysikern Bobbie Vaile.
Asteroiden har en diameter på ungefär 8 kilometer.